# Grand Prix de San Luis féminin
Le Grand Prix de San Luis féminin (nom local : Gran Prix San Luis Femenino) est une course cycliste féminine d'un jour qui se tient en Argentine, dans la province de San Luis, au mois de janvier en ouverture du Tour de San Luis. Elle a été créée en 2014, mais n'intègre le calendrier UCI que l'année suivante en catégorie 1.2.

## Palmarès
| Année | Vainqueur           | Deuxième             | Troisième                |
| ----- | ------------------- | -------------------- | ------------------------ |
| 2013  | Paola Muñoz         | Talia Ayelen Aguirre | Natasha Jaworski         |
| 2014  | Karla Vallejos      | Adriana Tovar        | Alejandra Mabel Alliegro |
| 2015  | Hannah Barnes       | Luciene Ferreira     | Clemilda Fernandes       |
| 2016  | Małgorzata Jasińska | Coryn Rivera         | Anna Trevisi             |